# Sings - Canta
Sings - Canta es el primer disco larga duración de Celia Cruz con la Sonora Matancera para Seeco Records Inc. Contiene 12 temas, grabados en distintas fechas, entre el 15 de junio de 1953(*), 12 de octubre de 1954(**), 22 de marzo de 1955 (***) y 14 de octubre de 1955(****). anteriormente ella había grabado con la agrupación, diversos discos en formato de 78 y 45 rpm, que luego serían recopilados en varios discos de larga duración. Después pegaron con algunos éxitos como es el caso de: Cao Cao, Maní Picao, La Guagua , Tatalibaba entre otros éxitos.

## Temas
- 1. Contestación al Marinero (****)
- 2. Mi Soncito (****)
- 3. Muñecas del Cha Cha Cha (****)
- 4. El Merengue (****)
- 5. Yerbero Moderno (***)
- 6. Óyela, Gózala (***)
- 7. Sandunguéate (***)
- 8. Goza Negra (***)
- 9. Burundanga (*)
- 10. Nuevo Ritmo Omelenkó (*)
- 11. Plegaria a Laroyé (**)
- 12. Juancito Trucupey (**)